# کش ویلر
کش ویلر (انگلیسی: Cash Wheeler؛ زادهٔ ۱۷ مهٔ ۱۹۸۷) کشتی‌گیر کشتی حرفه‌ای اهل ایالات متحده آمریکا است.